# 유행통신
《유행통신》(Fashionable communication)은 매주 토요일 오전 10시부터 11시까지  SBS CNBC에서 방영되는 시사교양 프로그램이다.

## 개요
생생하고 트렌디한 대한민국 경제 현장을 직접 탐방해서 펼치는 신 정보 예능 버라이어티이다.

## MC
- 강예빈, 정인영 (2017년 5월 20일 ~ 현재)